# Мохове (Новосибірська область)
Мохове (рос. Моховое) — селище у Чановському районі Новосибірської області Російської Федерації.
Входить до складу муніципального утворення міське поселення робітниче селище Чани. Населення становить 337 осіб (2010).

## Історія
Згідно із законом від 2 червня 2004 року органом місцевого самоврядування є міське поселення робітниче селище Чани.

## Населення
| 2002 | 2007 | 2010 |
| ---- | ---- | ---- |
| 331  | ↗339 | ↘337 |